# Luciano Buzzacchera
Luciano Buzzacchera (Montecchio Precalcino, 23 marzo 1939) è un ex calciatore italiano.

## Carriera
Difensore di fascia, esordisce nell'Ambrosiana Dueville nella stagione 1957/58; passa poi al Marzotto Valdagno nelle stagioni 1958/59 e 1959/60.
Trasferito al Torino nel 1960,  esordisce nel derby Torino - Juventus (0-0) del 13 novembre 1960. Da allora diventa titolare, collezionando 161 presenze con la maglia granata.
Nel 1963 la Gazzetta dello Sport lo colloca al terzo posto nella classifica nazionale per ruolo (terzino sinistro).
Nel luglio 1965 viene ceduto al Padova e poi trasferito al Catania nel novembre 1965, dove colleziona 219 presenze e 1 rete. È stato capitano del Catania per sei stagioni, dal 1967 al 1972, quando ha chiuso la carriera.
In carriera ha collezionato complessivamente 187 presenze in Serie A e 241 presenze in Serie B.
Vanta una presenza in Nazionale B (19 marzo 1963, Italia-Bulgaria 1-0).